# Jean de La Trémoille

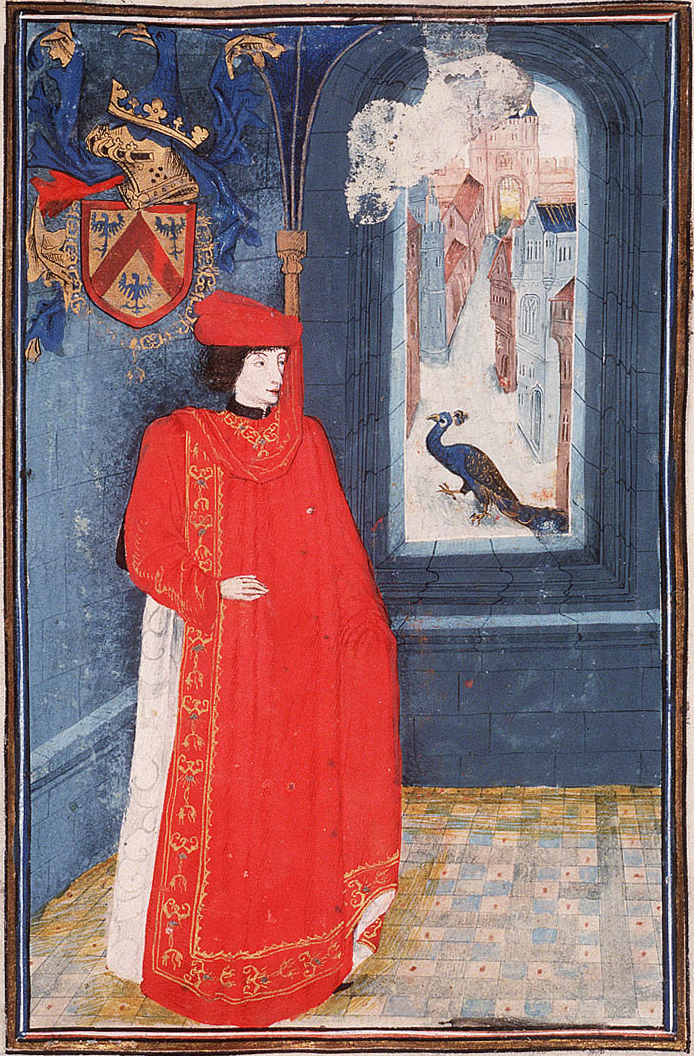
Jean de La Trémoille

Wappen Jean de La Trémoilles

Jean de La Trémoille (* 1377; † 1449) war Herr von Jonvelle und Angehöriger des Hauses La Trémoille. Er war einer der höchsten Würdenträger am burgundischen Hof und nahm die Aufgaben eines Grand Maître und eines Grand Chambellan der Herzöge Johann Ohnefurcht und Philipp der Gute wahr. In dieser Stellung wurde er 1430 eines der Gründungsmitglieder des Ordens vom Goldenen Vlies (Diplom Nr. 12).
Jean de La Trémoille war der Sohn von Guy VI. de La Trémoille, genannt Le Vaillant (* 1346; † 1397), Herr von Jonvelle, und Marie de Sully, Princesse de Boisbelle (die Witwe von Charles de Berry (1362–1382), Graf von Montpensier, und Schwiegertochter von Jean de Valois, duc de Berry). Sein jüngerer Bruder war Georges de La Trémoille (* um 1382; † 1446). Zu seinem weit verstreuten Besitz gehörten neben Jonvelle die Herrschaften Saint-Loup-sur-Semouse, Conflans-Sainte-Honorine, Sully-sur-Loire, Antilly, Bauché (heute Ortsteil von Vendœuvres), Amboise, Montrichard, Bléré sowie die Baronie Dracy.
1414 nahm er am Krieg gegen die Einwohner von Lüttich teil, und war einer der Heerführer des Herzogs von Burgund, als dieser 1418 die Regentschaft in Frankreich übernahm. 1419 schlug er die Franzosen bei Senlis und gehörte zu den Unterzeichnern des anschließenden Friedensvertrages zwischen dem Dauphin Karl und Herzog Johann von Burgund, den er schließlich nach Montereau-Fault-Yonne begleitete, wo der Herzog ermordet wurde. Er kämpfte 1421 für dessen Sohn Philipp in der Schlacht von Mons-en-Vimeux, die mit einem weiteren Sieg über die Truppen des Dauphins endete.
Jean de La Trémoille heiratete am 17. Juli 1424 Jacqueline d’Amboise, Tochter von Ingelger II. (Haus Amboise) und Jeanne de Craon.